# Festival du cinéma russe à Honfleur 2021
Le Festival du cinéma russe à Honfleur 2021, 29e édition du festival, se déroule du 23 au 28 novembre 2021.

## Déroulement et faits marquants
La 29e édition du festival est présidée par Marthe Keller.
Le 27 novembre 2021, le palmarès est dévoilé : le film Les Poings desserrés de Kira Kovalenko remporte le prix du meilleur film. Le prix du meilleur premier film est remis à #_Bahut d'Anna Sayannaya et le prix du public à Vladivostok de Anton Bormatov,.

## Jury
- Marthe Keller (présidente du jury), réalisateur
- Laurent Dailland, directeur de la photographie
- Elisabeth Tavernier, costumière
- Gildas Le Gac, journaliste
- Marion Vernoux, réalisatrice

## Sélection

### En compétition
- #_Bahut (#С_Училища) d'Anna Sayannaya
- Dis-lui (Скажи ей) de Alexandre Molotchnikov
- Faut crever pour que vous veniez (Сдохнуть нужно, чтобы вы приехали) de Armen Akopian et Dmitri Tarkhov
- Les Poings desserrés (Разжимая кулаки) de Kira Kovalenko
- Le spleen (Хандра) de Alexei Kamynine
- Sur des frontières lointaines (На дальних рубежах) de Maxim Dachkine
- Vladivostok (Владивосток) de Anton Bormatov

### Film d'ouverture
- À résidence (Дело) de Alexeï Guerman

### Les succès du box-office russe
- Kholop (Холоп) de Klim Chipenko
- Palma (Пальма) de Alexandre Domogarov Jr.
- Plus profond ! (Глубже!) de Mikhaïl Segal
- Les Patins d'argent (Серебряные коньки) de Mikhaïl Lokchine

### Avant-première
- La Fièvre de Petrov (Петровы в гриппе) de Kirill Serebrennikov

### Projections spéciales
- Le Journal du blocus (Блокадный дневник) de Andreï Zaïtsev
- La jetée en carton (Картонная пристань) de Kirill Kotelnikov

### Panorama: À la recherche du bonheur
- L'Amour sans mesure (Любовь без размера) de Maria Choulguina
- Happy-End (Хэппи-энд) de Evgueni Cheliakine
- Des histoires très féminines (Очень женские истории) de Natalia Merkoulova, Anna Saroukhanova et Lika Yatkovskaya
- Que veut Slava ? (Чего хочет Слава?) de Oksana Bichkova
- Une respiration (Один вдох) de Elena Hazanov
- Docteur Lisa (Доктор Лиза) de Oxana Karas

### RétrospectiveMosfilm
- Le Destin d'un homme (Судьба человека) de Sergueï Bondartchouk
- La Formule de l'amour (Формула любви) de Mark Zakharov
- Les Rêves (Сны) de Karen Chakhnazarov
- Soir d'hiver à Gagra (Зимний вечер в Гаграх) de Karen Chakhnazarov

### Ciné-concert
- La Maison de la place Troubnaia (Дом на Трубной) de Boris Barnet

## Palmarès
- Prix du meilleur film - Grand Prix de la Ville de Honfleur – Calvados Père Magloire : Les Poings desserrés de Kira Kovalenko
- Prix spécial du jury : Sur des frontières lointaines de Maxim Dachkine
- Prix de la meilleure actrice (ex-æquo) : Victoria Tolstoganova pour son rôle dans Sur des frontières lointaines et Milana Agouzarova pour son rôle dans Les Poings desserrés
- Prix du meilleur premier film - Prix de la Région Normandie : #_Bahut d'Anna Sayannaya
- Prix du public : Vladivostok de Anton Bormatov
- Prix du public du meilleur film documentaire : La Russie vue du ciel de Freddie Röckenhaus (de) et Petra Höfer (de)
- Trophée d'honneur : Joël Chapron